# Pignus
Genre
Pignus est un genre d'araignées aranéomorphes de la famille des Salticidae.

## Distribution
Les espèces de ce genre se rencontrent en Afrique du Sud, au Zimbabwe et en Tanzanie.

## Liste des espèces
Selon World Spider Catalog (version 18.0, 05/05/2017) :
- Pignus lautissimum Wesołowska & Russell-Smith, 2000
- Pignus pongola Wesołowska & Haddad, 2009
- Pignus simoni (Peckham & Peckham, 1903)

## Publication originale
- Wesołowska, 2000 : New and little known species of jumping spiders from Zimbabwe (Araneae: Salticidae). Arnoldia Zimbabwe, vol. 10, no 15, p. 145-174.